# Alsószentmárton
Alsószentmárton (em croata:  Semartin; em romeno:  Sânmarta de Jos) é uma vila da Hungria, situada no condado de Baranya. Tem 13,61 km² de área e sua população em 2019 foi estimada em 1.207 habitantes.